# Theodor Waigel
Theodor "Theo" Waigel (født 22. april 1939 i Oberrohr, Ursberg kommune, Landkreis Günzburg, Schwaben (Bayern)) er en tysk poliker (CSU). Han var fra 1989 til 1999 Tysklands finansminister og fra 1988 til 1999 leder af CSU.
Waigel blev 18. juli 2009 valgt til æresleder af CSU.